# Joachim 2. Hector af Brandenburg
Joachim 2. Hector af Brandenburg (tysk: Joachim II. Hector von Brandenburg) (13. januar 1505 – 3. januar 1571) var kurfyrste af Brandenburg fra 1535 til 1571. Han var søn af kurfyrst Joachim 1. Nestor af Brandenburg og tilhørte Huset Hohenzollern.